# Pogonomyrmex bicolor
Pogonomyrmex bicolor är en myrart som beskrevs av Arthur C. Cole 1968.
Pogonomyrmex bicolor ingår i släktet Pogonomyrmex och familjen myror. Inga underarter finns listade i Catalogue of Life.

## Bildgalleri

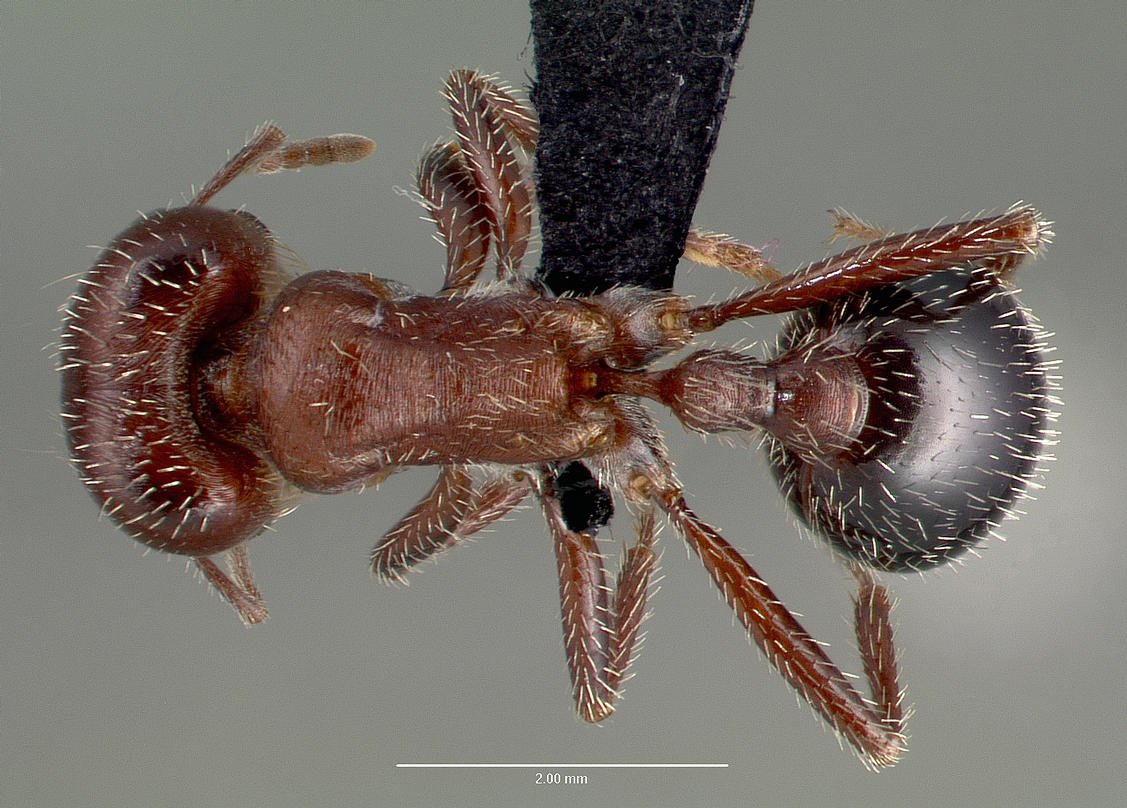
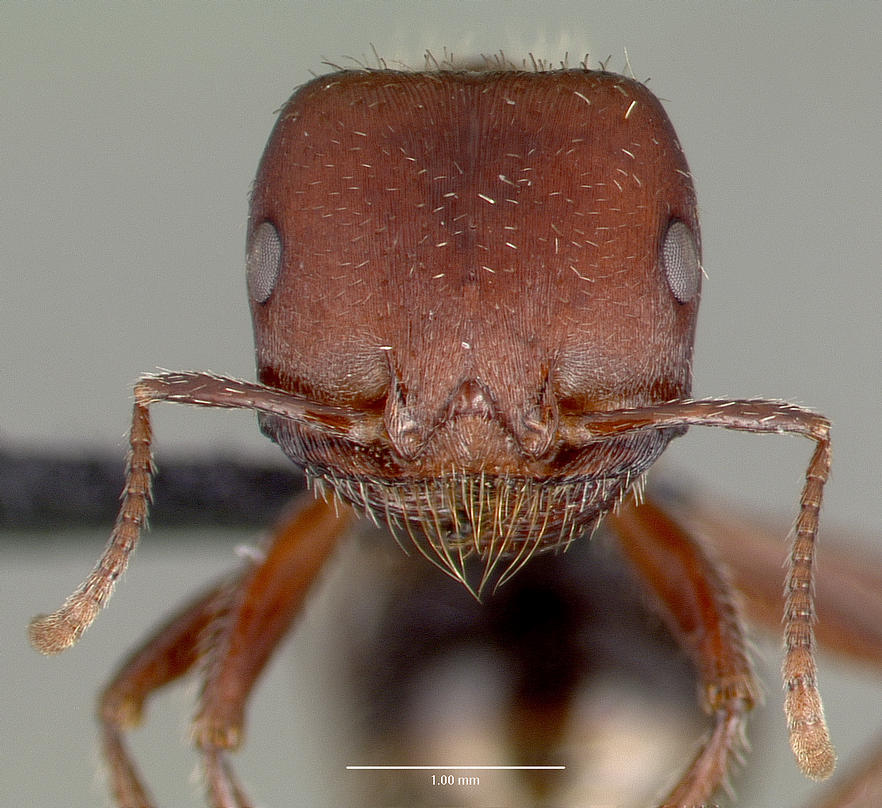
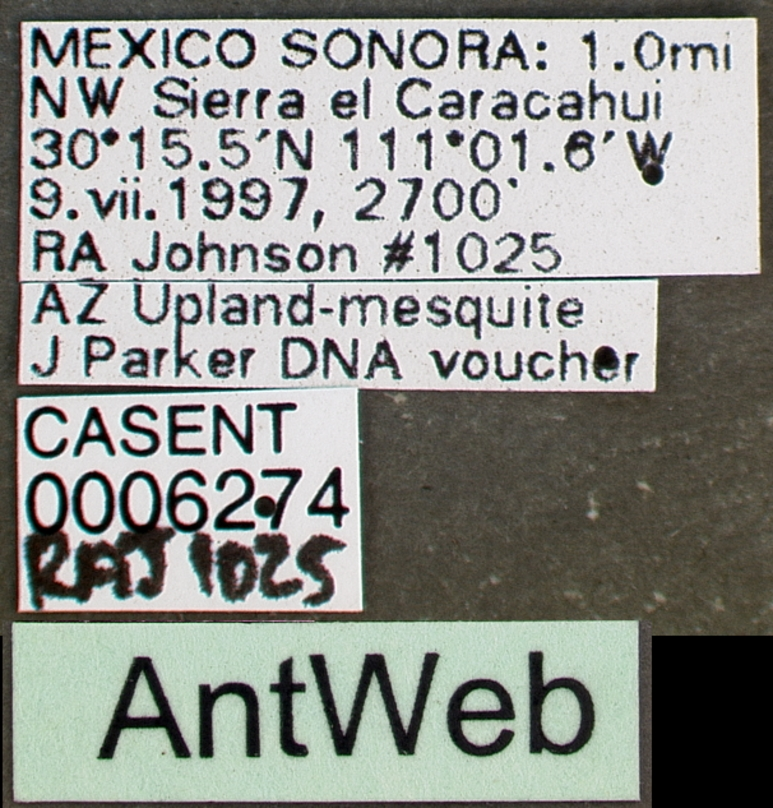
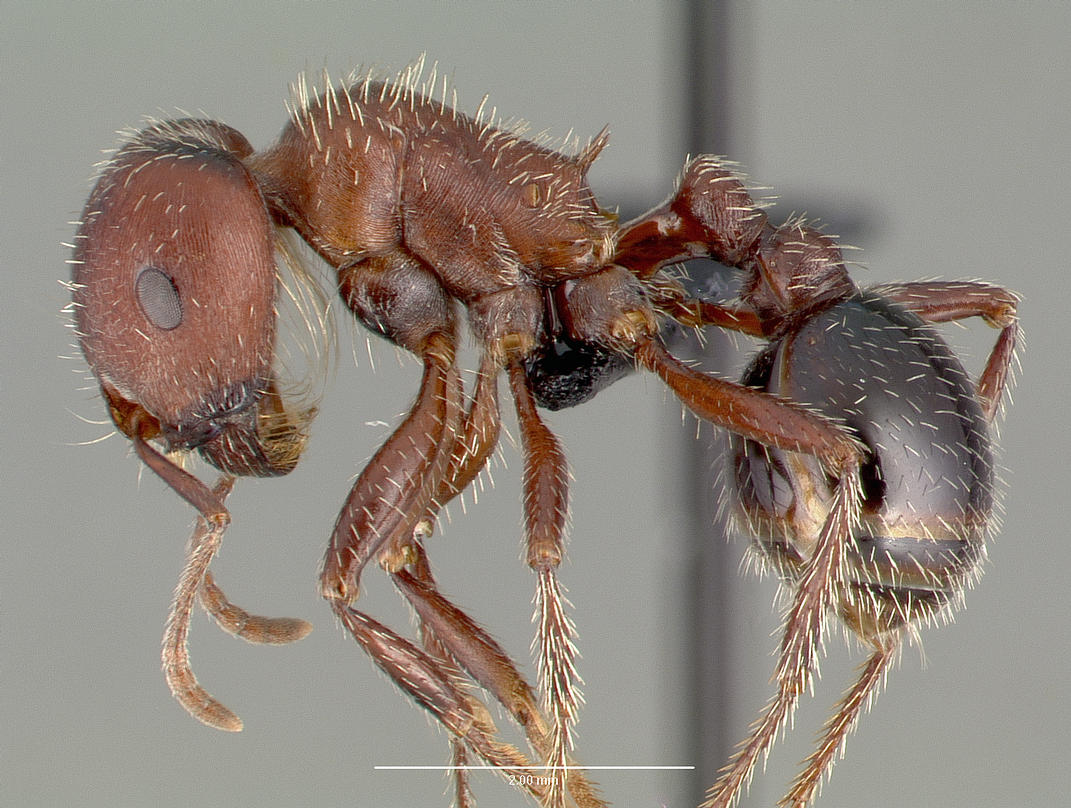